# D·M·S·沃特森
D·M·S·沃特森（英語：David Meredith Seares Watson，1886年6月18日—1973年7月23日）是一位英国动物学家，1922年当选皇家学会会士，1921年至1951年间任伦敦大学学院的乔德雷尔动物学和比较解剖学教授。